# Paralichthys lethostigma
Paralichthys lethostigma is een straalvinnige vis uit de familie van schijnbotten (Paralichthyidae), orde platvissen (Pleuronectiformes), die voorkomt in het noordwesten en het westen van de Atlantische Oceaan.

## Beschrijving
Paralichthys lethostigma kan maximaal 83 centimeter lang en ruim 9 kilogram zwaar worden. De hoogst geregistreerde leeftijd is 8 jaar.

## Leefwijze
Paralichthys lethostigma is een zout- en brakwatervis die voorkomt in subtropische kustwateren.
Het dieet van de vis bestaat hoofdzakelijk uit dierlijk voedsel: macrofauna en andere vissoorten.

## Relatie tot de mens
Paralichthys lethostigma is voor de visserij van aanzienlijk commercieel belang. Bovendien wordt er op de vis gejaagd in de hengelsport. 
De soort staat niet op de Rode Lijst van de IUCN. 